# Tampulma (Sprache)
Tampulma (auch Tamprusi, Tampole, Tampolem, Tampolense, Tamplime, Tampele) ist eine kleinere Sprache in Ghana mit ca. 16.000 Sprechern (2003) im zentralen Norden Ghanas, südlich vom Sprachgebiet Sisaala im Damongo District in 25 Dörfern. 
Die Sprecher des Tampluma werden Tamprusi genannt.
Tampulma hat zwei weitestgehend übereinstimmende Dialekte. Es besteht eine lexikalische Übereinstimmung zu 62 % mit Chakali. 